# The Daily Talk

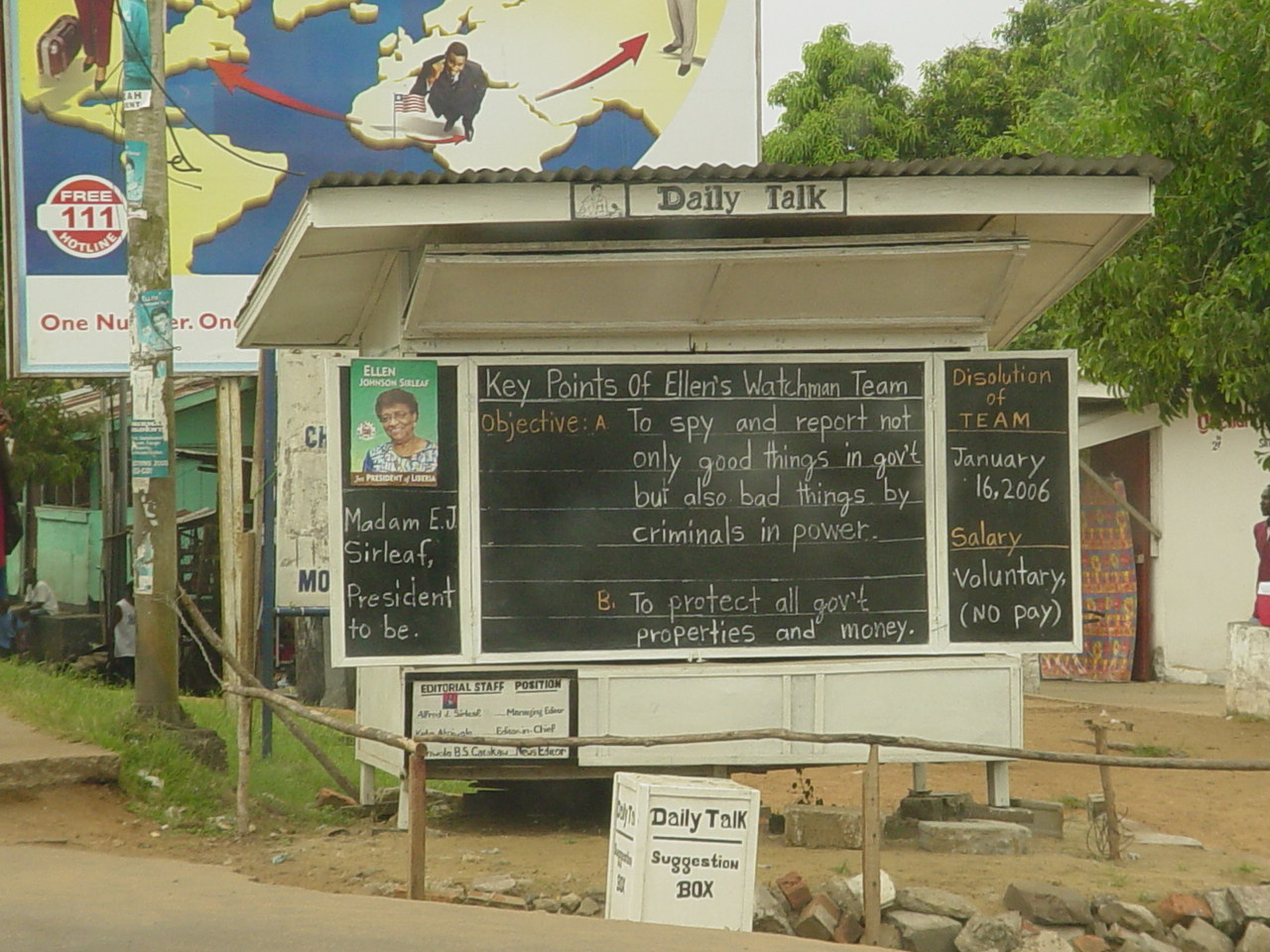
The Daily Talk: публикация о политике новоизбранного президента Элен Джонсон-Серлиф, декабрь 2005 г.

The Daily Talk — выходящая на английском языке стенгазета. Пишется ежедневно мелом на доске на бульваре Табмен (англ. Tubman Boulevard) в столице Либерии городе Монровия. По сообщению New York Times, это «самый читаемый ресурс» в Монровии, поскольку у многих жителей города просто нет денег на то, чтобы покупать обычные газеты.
Основателем и единственным членом редколлегии газеты является Альфред Дж. Сёрлиф. Он основал газету в 2000 году, будучи убеждённым, что широкая информированность населения поможет преодолеть последствия разрушительной гражданской войны и создать основы для мира. Ежедневно он составляет для газеты отчёты на основе обзора публикаций в обычных газетах, а также сообщений от своих добровольных корреспондентов. Чтение газеты Daily Talk бесплатно, периодически редактор получает пожертвования в виде наличности и предоплаченных карточек мобильной связи. Рядом с газетой расположен ящик для отзывов и пожеланий.
Во время правления президента Чарльза Тейлора Альфред соорудил рядом со стендом будку, которая служила помещением редакции. Вскоре, после публикации критического отзыва о правительстве, будка была сломана солдатами, а сам Сёрлиф на короткое время попал в тюрьму. В 2005 году, за неделю до избрания президента Эллен Джонсон-Сёрлиф (однофамилицы, а не родственницы), при помощи друзей Сёрлиф восстановил стенд с будкой и возобновил публикации.